# Низы (платформа)
Низы́ — остановочный пункт Санкт-Петербург-Витебского отделения Октябрьской железной дороги, расположен недалеко от деревни Язвище Шимского района Новгородской области, между станциями Уторгош и Сольцы. Находится на расстоянии 196 км от Санкт-Петербурга.
Разъезд Низы построен в 1917 году. Название происходит, видимо, от расположенной недалеко деревни Низова. До 1980-х годов разъезд входил в число линейных станций, после — в число прочих. До апреля 1975 года станция находилась в составе Псковского отделения Октябрьской железной дороги, пока не была передана в состав Ленинград-Московского отделения, а в 1992 году — в состав Санкт-Петербург-Витебского.
Путевое развитие включало в себя два пути, одну боковую платформу и пост ДСП. В 2004 году станция была переведена в категорию остановочных пунктов. Второй путь был демонтирован, платформа и заброшенное здание ДСП сохранились, с последнего была снята табличка.

## Расписание пригородных поездов по платформе Низы
| Поезд      | Время отправления с начальной станции | Время прибытия на платформу Низы | Время прибытия на конечную станцию |
| ---------- | ------------------------------------- | -------------------------------- | ---------------------------------- |
| Оредеж-Дно | 9-29                                  | 11-13                            | 12-36                              |
| Дно-Оредеж | 16-14                                 | 17-56                            | 20-18                              |